# Menander
Menánder (starogrško Μένανδρος: Menandros), grški komediograf, * okoli 342 pr. n. št., † okoli 291 pr. n. št.
Velja za najpomembnejšega predstavnika nove komedije. Ohranila se je le ena njegova komedija v celoti, Čemernež ali Ljudomrznež, ki je bila v celoti odkrita šele leta 1957. Kljub temu je zaradi fragmentov vplival na zahodno književnost.
1. 1 2  Oxford Classical Dictionary — Oxford: OUP, 2012. — ISBN 978-0-19-173525-7